# تک‌خال (فیلم ۱۳۹۹)
تکخال فیلمی ایرانی به کارگردانی مجید مافی و تهیه‌کنندگی محمدحسین فرح‌بخش محصول ۱۳۹۹ است که داستانی کمدی و عاشقانه را روایت می‌کند. بازیگرانی همچون پوریا پورسرخ، شبنم قلی خانی، سحر قریشی، یوسف تیموری، امیر کربلایی‌زاده و مریم قجر در این فیلم به ایفای نقش پرداخته‌اند.

## داستان
در این فیلم شاهد هستیم که زنی با خیانت همسرش با چند زن دیگر مواجه میشود ،نحوه برخورد زن داستان با شوهر خیانتکار ماجراهای فیلم را شکل میدهد

## بازیگران
- پوریا پورسرخ
- شبنم قلی‌خانی
- سحر قریشی
- امیر کربلایی‌زاده
- یوسف تیموری
- مریم قجر
- رضا نجفی
- گیتی شاکری
- الهام عقیلی
- وحید اسمی خانی
- آرمین واقفی
- الناز کاظم‌تاش
- ترمه تقوی
- امیرحسین نامی